# Yosuga no Sora
Yosuga no Sora (ヨスガノソラ?  lit. El cielo de la conexión) es una novela visual japonesa para adultos, desarrollada y distribuida por Sphere, y fue lanzada a la venta originalmente el 5 de diciembre de 2008, para PC. Ha sido adaptada en una serie de anime por Estudio Feel, un manga publicado en Shōnen Ace, y una secuela de la novela titulada Haruka no Sora, que se lanzó el 24 de octubre de 2009 y que contiene nuevos y amplios escenarios para varios personajes de la novela original. Media Blasters licenció el anime para su distribución en los Estados Unidos y fue estrenado en dicho país en el canal de televisión Toku en enero de 2016. Anime Onegai confirmó su licenciamiento para su distribución en América Latina, siendo que finalmente se estrenó en la plataforma el 9 de septiembre de 2023.

## Argumento
La historia se basa en los gemelos Kasugano, huérfanos a causa de un accidente automovilístico que acabó con la vida de sus padres, con el fin de reconstruir sus vidas viajan a la residencia de campo de sus abuelos. En la serie se muestran futuros alternos en los cuales Haruka sostenía relaciones amorosas con diferentes chicas de acuerdo a algunas decisiones no tomadas. Con cada relación su hermana, Sora, daba notorias señales de sus sentimientos hacia Haru, ya que secretamente ellos se aman.

## Personajes
Haruka Kasugano (春日野　悠 Kasugano Haruka?)
 Seiyū: Hiro Shimono
Con una apariencia suave y un delgado perfil, en muchos sentidos Haruka es la viva imagen de su hermana gemela. Amable y honesto, forja amistades duraderas con notable facilidad. Haruka hace frente a la pérdida de sus padres con un corazón fuerte, cargado con el conocimiento de que el futuro de su delicada hermana depende de él. Se da a entender que o bien no sabe nadar, o por lo general tiene miedo de los grandes cuerpos de agua. Él y Sora son bien vistos por el pueblo, ya que su abuelo fue alguna vez un médico allí. 
Sora Kasugano (春日野　穹 Kasugano Sora?)
 Seiyū: Hiroko Taguchi
La hermana gemela de Haruka y el personaje femenino principal en la serie. Es calmada, frágil, solitaria y pervertida. Delicada de salud desde el nacimiento, se le negó el tipo de vida independiente que muchos dan por sentado. Sin embargo, bajo la apariencia de muñeca angelical de Sora, se encuentra una personalidad problemática y endemoniada que es propensa a la pereza y demuestra una falta muy grave a las gracias sociales y además extremadamente explosiva. Esto se prueba en el fuerte vínculo que tiene con Haru, que se fortaleció como consecuencia de la trágica pérdida de sus padres. A comparación de Haru, daba por entendido que estaba enamorada de su hermano desde hace tiempo. Odia a Nao debido al hecho que ésta había tenido una aventura sexual con Haru cuando eran pequeños, sin ellos percatarse de que Sora estaba detrás de la puerta observando.
Nao Yorihime (依媛 奈緒 Yorihime Nao?)
 Seiyū: Yuka Inokuchi
Hermosa, inteligente, una excelente nadadora y muy pervertida, Nao es vecina y amiga de la infancia de Haruka, a quien le lleva un año. Cuando los gemelos Kasugano visitaron por última vez el pueblo, su salida fue particularmente dolorosa para Nao, que había crecido muy cerca de Haruka y la razón de su salida dolorosa es que tuvo sexo con Haru cuando eran pequeños. A su regreso, ella intenta reavivar su estrecha relación. Nao tiene sentimientos de compasión y amor fraternal hacia los demás, aunque por Haruka hay un sentimiento más profundo e íntimo. Sora alberga un gran resentimiento hacia Nao, aunque ella se resiste a explicar las razones. Es la primera que sospecha de los sentimientos sexuales de Haru y Sora.
Akira Amatsume (天女目 瑛 Amatsume Akira?)
 Seiyū: Kayo Sakata (anime) y Mana Tsukishiro (juego)
La siempre alegre y algunas veces triste Akira vive sola en un santuario sintoísta pequeño, pero sagrado. Desde el fallecimiento de su padre adoptivo hace dos años, ha estado bajo el cuidado de Yahiro, que vive cerca. La vitalidad energética de Akira es contagiosa para los que la rodeaban, con una personalidad inocente que hace amistad con todos por naturaleza. Debido a su residencia, Akira pasa la mayor parte de su tiempo practicando las costumbres y tradiciones de una miko en el santuario, incluyendo la actuación de las ceremonias necesarias y festivales de vacaciones. También dedica mucho de su tiempo a ayudar a los ancianos en el pueblo, por lo que es amada por todos. Se reveló más tarde que ella es la media hermana de Kazuha Migiwa.
Kazuha Migiwa (渚 一葉 Migiwa Kazuha?)
 Seiyū: Ryōko Ono
La hija de un magnate de una impresionante influencia excelente, Kazuha vive una vida culta que algunos podrían comparar a las princesas modernas. Mente y atento a los detalles de Sharp como resultado de los viajes de sus padres, constante y de larga distancia de enlace, que aprendió desde muy joven a comportarse de manera responsable y acorde con su posición social. Sin embargo, Kazuha no se considera superior a los demás, y no duda en echar una mano siempre que le sea pedido. Kazuha es una intérprete de viola con experiencia, sin embargo, ella se aleja de tocar en competiciones, prefiriendo tocar solo para aquellos a los que cuida. Ella adora a Akira constantemente y se preocupa excesivamente por su bienestar, y esto lleva a algunos a especular que puede ser una relación sentimental. Sin embargo, se reveló más tarde que Akira es la hermana mayor ilegítima (hermana adoptiva) de Kazuha, por parte de una madre diferente. 
Motoka Nogisaka (乃木坂　初佳 Nogisaka Motoka?)
 Seiyū: Tae Okajima
Motoka trabaja como empleada doméstica en la casa Migiwa y se graduó de la universidad junior hace dos años. Si bien no es ideal para las tareas del hogar, su compasión cálida y cautivadora personalidad parecen compensar estas deficiencias. Ella es la mejor amiga de Ifukube Yahiro, una bebedora notoria, lo que hace que Motoka tenga baja tolerancia al alcohol, un problema social particularmente peligroso, sobre todo porque ella tiene una particular predilección por el sabor del sake bebida alcohólica. 
Yahiro Ifukube (伊福部 やひろ Ifukube Yahiro?)
 Seiyū: Ryōko Tanaka
La mejor amiga de Nogisaka Motoka y propietaria de una tienda de dulces de propiedad de la familia. Yahiro preferiría pasar su tiempo durmiendo y bebiendo mucho sake etc. En verdad, los gestos de mal humor sardónico ocultan la verdadera personalidad Yahiro: una mujer cuyo pasado es un campo sembrado de los cristales rotos de los sueños perdidos, promesas olvidadas, y los romances rotos. 
Ryōhei Nakazato (中里　亮平 Nakazato Ryōhei?)
 Seiyū: Takurou Nakakuni (anime) y Sai Ushirono (juego)
Por todas sus faltas y su conducta anormal, Ryōhei es el tipo de persona con las que siempre se puede contar, a pesar de ser un auto-confesado imbécil. Despreocupado y espontáneo, se auto-proclama como el hombre perfecto para las mujeres, él es el primero en tratar de cortejar a cualquier chica con una cara bonita. Sin embargo, cuando la situación lo amerita, Ryōhei puede ofrecer buenos consejos profundamente, con un ojo que rápidamente identifica la raíz de un gran problema.
Kozue Kuranaga (倉永梢  Kuranaga Kozue?)
 Seiyū: Yukari Minegishi (anime) y Yumi Haruna (juego)
Presidenta de la clase de Haruka. Se enamoró de Haruka a primera vista, a veces imaginando que está en una relación con él, convirtiéndose en su amor platónico, pero todo cambio cuando vio a Haruka teniendo relaciones sexuales con Sora en frente suyo. Debido a su apariencia, ella es vista como una persona tímida pero educada.

## Desarrollo

### Personal
- Ilustraciones:Takashi Hashimoto, Hiro Suzuhira
- Guion: Yukiji Tachikaze, Seiri Asakura
- Música: Manack

El juego fue originalmente lanzado para Windows el 5 de diciembre de 2008. Una secuela titulada Haruka na Sora fue posteriormente lanzada el 24 de octubre de 2009 y contiene nuevos escenarios para Kozue y Yahiro, una expansión de la historia de Sora del juego original, y material extra adicional.

## Media

### Anime
Yosuga no Sora fue adaptada en 12 episodios de anime iniciando el 4 de octubre de 2010 y finalizando el 20 de diciembre de 2010. Cada episodio consiste en 22 minutos del anime más 3 de un segmento omake. El argumento principal del anime, se presenta en multi-arco que cuenta historias independientes de Kazuha, Akira, Nao, y Sora mientras comparten episodios comunes. El título de cada episodio incorpora los nombres de los personajes importantes del episodio. El segmento extra se enfoca en la historia de Motoka, con un humor extenso y diseños de personajes chibi. Cada segmento tiene su propio ending, que es independiente al de los episodios normales.

##### Orden de episodios
|        |        |        |        |        |        |       |       |       |       |       |       |       |       | ep. 1 |  |  |  |  |  |       |       |       |       |       |       |       |       |        |        |        |        |        |        |  |  |  |  |  |  |  |  |  |  |  |  |  |  |  |  |  |  |  |  |  |  |  |  |  |  |
|        |        |        |        |        |        |       |       |       |       |       |       |       |       |       |  |  |  |  |  |       |       |       |       |       |       |       |       |        |        |        |        |        |        |  |  |  |  |  |  |  |  |  |  |  |  |  |  |  |  |  |  |  |  |  |  |  |  |  |  |
|        |        |        |        |        |        |       |       |       |       |       |       |       |       |       |  |  |  |  |  |       |       |       |       |       |       |       |       |        |        |        |        |        |        |  |  |  |  |  |  |  |  |  |  |  |  |  |  |  |  |  |  |  |  |  |  |  |  |  |  |
|        |        |        |        | ep. 2  | ep. 2  | ep. 2 | ep. 2 | ep. 2 | ep. 2 |       |       |       |       |       |  |  |  |  |  |       |       |       |       | ep. 7 | ep. 7 | ep. 7 | ep. 7 | ep. 7  | ep. 7  |        |        |        |        |  |  |  |  |  |  |  |  |  |  |  |  |  |  |  |  |  |  |  |  |  |  |  |  |  |  |
|        |        |        |        | ep. 2  | ep. 2  | ep. 2 | ep. 2 | ep. 2 | ep. 2 |       |       |       |       |       |  |  |  |  |  |       |       |       |       | ep. 7 | ep. 7 | ep. 7 | ep. 7 | ep. 7  | ep. 7  |        |        |        |        |  |  |  |  |  |  |  |  |  |  |  |  |  |  |  |  |  |  |  |  |  |  |  |  |  |  |
|        |        |        |        |        |        |       |       |       |       |       |       |       |       |       |  |  |  |  |  |       |       |       |       |       |       |       |       |        |        |        |        |        |        |  |  |  |  |  |  |  |  |  |  |  |  |  |  |  |  |  |  |  |  |  |  |  |  |  |  |
| ep. 3  | ep. 3  | ep. 3  | ep. 3  | ep. 3  | ep. 3  |       |       | ep. 5 | ep. 5 | ep. 5 | ep. 5 | ep. 5 | ep. 5 |       |  |  |  |  |  | ep. 8 | ep. 8 | ep. 8 | ep. 8 | ep. 8 | ep. 8 |       |       | ep. 10 | ep. 10 | ep. 10 | ep. 10 | ep. 10 | ep. 10 |  |  |  |  |  |  |  |  |  |  |  |  |  |  |  |  |  |  |  |  |  |  |  |  |  |  |
| ep. 3  | ep. 3  | ep. 3  | ep. 3  | ep. 3  | ep. 3  |       |       | ep. 5 | ep. 5 | ep. 5 | ep. 5 | ep. 5 | ep. 5 |       |  |  |  |  |  | ep. 8 | ep. 8 | ep. 8 | ep. 8 | ep. 8 | ep. 8 |       |       | ep. 10 | ep. 10 | ep. 10 | ep. 10 | ep. 10 | ep. 10 |  |  |  |  |  |  |  |  |  |  |  |  |  |  |  |  |  |  |  |  |  |  |  |  |  |  |
| ep. 4  | ep. 4  | ep. 4  | ep. 4  | ep. 4  | ep. 4  |       |       | ep. 6 | ep. 6 | ep. 6 | ep. 6 | ep. 6 | ep. 6 |       |  |  |  |  |  | ep. 9 | ep. 9 | ep. 9 | ep. 9 | ep. 9 | ep. 9 |       |       | ep. 11 | ep. 11 | ep. 11 | ep. 11 | ep. 11 | ep. 11 |  |  |  |  |  |  |  |  |  |  |  |  |  |  |  |  |  |  |  |  |  |  |  |  |  |  |
| ep. 4  | ep. 4  | ep. 4  | ep. 4  | ep. 4  | ep. 4  |       |       | ep. 6 | ep. 6 | ep. 6 | ep. 6 | ep. 6 | ep. 6 |       |  |  |  |  |  | ep. 9 | ep. 9 | ep. 9 | ep. 9 | ep. 9 | ep. 9 |       |       | ep. 11 | ep. 11 | ep. 11 | ep. 11 | ep. 11 | ep. 11 |  |  |  |  |  |  |  |  |  |  |  |  |  |  |  |  |  |  |  |  |  |  |  |  |  |  |
|        |        |        |        |        |        |       |       |       |       |       |       |       |       |       |  |  |  |  |  |       |       |       |       |       |       |       |       | ep. 12 |        |        |        |        |        |  |  |  |  |  |  |  |  |  |  |  |  |  |  |  |  |  |  |  |  |  |  |  |  |  |  |
|        |        |        |        |        |        |       |       |       |       |       |       |       |       |       |  |  |  |  |  |       |       |       |       |       |       |       |       |        |        |        |        |        |        |  |  |  |  |  |  |  |  |  |  |  |  |  |  |  |  |  |  |  |  |  |  |  |  |  |  |
| Kazuha | Kazuha | Kazuha | Kazuha | Kazuha | Kazuha |       |       | Akira | Akira | Akira | Akira | Akira | Akira |       |  |  |  |  |  | Nao   | Nao   | Nao   | Nao   | Nao   | Nao   |       |       | Sora   | Sora   | Sora   | Sora   | Sora   | Sora   |  |  |  |  |  |  |  |  |  |  |  |  |  |  |  |  |  |  |  |  |  |  |  |  |  |  |

- Opening Theme:
  - Hiyoku no Hane (比翼の羽根) - eufonius (eps 1-12)
- Ending Theme:
  - Pinky Jones (ピンキージョーンズ) - Momoiro Clover (eps 1-12)
  - Tsunagu Kizuna (ツナグキズナ) - Team Nekokan ft. Junca Amaoto (eps 1-12)

|                              |                                                                   |                         |  |  |  |  |  |  |  |  |  |  |  |  |  |  |  |  |  |  |  |  |  |  |  |  |  |  |  |  |  |  |  |  |  |  |  |  |  |  |  |  |  |  |  |  |  |  |  |  |  |  |  |  |  |  |  |  |  |  |  |  |  |  |  |  |  |  |  |  |  |  |  |  |  |  |  |  |  |  |  |  |  |  |  |  |  |  |  |  |  |  |  |  |  |  |  |  |  |  |  |  |  |  |  |  |  |  |  |  |  |  |  |  |  |  |  |  |  |  |  |  |  |  |  |  |  |  |  |  |  |  |  |  |  |  |  |  |  |  |  |  |  |  |  |  |  |  |  |
| 01 (General)                 | Lejano recuerdo "Haruka na Kioku" (ハルカナキオク)                | 4 de octubre de 2010    |  |  |  |  |  |  |  |  |  |  |  |  |  |  |  |  |  |  |  |  |  |  |  |  |  |  |  |  |  |  |  |  |  |  |  |  |  |  |  |  |  |  |  |  |  |  |  |  |  |  |  |  |  |  |  |  |  |  |  |  |  |  |  |  |  |  |  |  |  |  |  |  |  |  |  |  |  |  |  |  |  |  |  |  |  |  |  |  |  |  |  |  |  |  |  |  |  |  |  |  |  |  |  |  |  |  |  |  |  |  |  |  |  |  |  |  |  |  |  |  |  |  |  |  |  |  |  |  |  |  |  |  |  |  |  |  |  |  |  |  |  |  |  |  |  |  |  |
| 02 (Arcos de Kazuha y Akira) | Akira avergonzada "Akira Hazukashi" (アキラハズカシ)              | 11 de octubre de 2010   |  |  |  |  |  |  |  |  |  |  |  |  |  |  |  |  |  |  |  |  |  |  |  |  |  |  |  |  |  |  |  |  |  |  |  |  |  |  |  |  |  |  |  |  |  |  |  |  |  |  |  |  |  |  |  |  |  |  |  |  |  |  |  |  |  |  |  |  |  |  |  |  |  |  |  |  |  |  |  |  |  |  |  |  |  |  |  |  |  |  |  |  |  |  |  |  |  |  |  |  |  |  |  |  |  |  |  |  |  |  |  |  |  |  |  |  |  |  |  |  |  |  |  |  |  |  |  |  |  |  |  |  |  |  |  |  |  |  |  |  |  |  |  |  |  |  |  |
| 03 (Arco de Kazuha)          | Una distancia prudencial "Tsukazu Hanarezu" (ツカズハナレズ)      | 18 de octubre de 2010   |  |  |  |  |  |  |  |  |  |  |  |  |  |  |  |  |  |  |  |  |  |  |  |  |  |  |  |  |  |  |  |  |  |  |  |  |  |  |  |  |  |  |  |  |  |  |  |  |  |  |  |  |  |  |  |  |  |  |  |  |  |  |  |  |  |  |  |  |  |  |  |  |  |  |  |  |  |  |  |  |  |  |  |  |  |  |  |  |  |  |  |  |  |  |  |  |  |  |  |  |  |  |  |  |  |  |  |  |  |  |  |  |  |  |  |  |  |  |  |  |  |  |  |  |  |  |  |  |  |  |  |  |  |  |  |  |  |  |  |  |  |  |  |  |  |  |  |
| 04 (Arco de Kazuha)          | El corazón de Haruka "Harukazu Hāto" (ハルカズハート)             | 25 de octubre de 2010   |  |  |  |  |  |  |  |  |  |  |  |  |  |  |  |  |  |  |  |  |  |  |  |  |  |  |  |  |  |  |  |  |  |  |  |  |  |  |  |  |  |  |  |  |  |  |  |  |  |  |  |  |  |  |  |  |  |  |  |  |  |  |  |  |  |  |  |  |  |  |  |  |  |  |  |  |  |  |  |  |  |  |  |  |  |  |  |  |  |  |  |  |  |  |  |  |  |  |  |  |  |  |  |  |  |  |  |  |  |  |  |  |  |  |  |  |  |  |  |  |  |  |  |  |  |  |  |  |  |  |  |  |  |  |  |  |  |  |  |  |  |  |  |  |  |  |  |
| 05 (Arco de Akira)           | Revelada la oscuridad "Yami Akiraka ni" (ヤミアキラカニ)          | 1 de noviembre de 2010  |  |  |  |  |  |  |  |  |  |  |  |  |  |  |  |  |  |  |  |  |  |  |  |  |  |  |  |  |  |  |  |  |  |  |  |  |  |  |  |  |  |  |  |  |  |  |  |  |  |  |  |  |  |  |  |  |  |  |  |  |  |  |  |  |  |  |  |  |  |  |  |  |  |  |  |  |  |  |  |  |  |  |  |  |  |  |  |  |  |  |  |  |  |  |  |  |  |  |  |  |  |  |  |  |  |  |  |  |  |  |  |  |  |  |  |  |  |  |  |  |  |  |  |  |  |  |  |  |  |  |  |  |  |  |  |  |  |  |  |  |  |  |  |  |  |  |  |
| 06 (Arco de Akira)           | No me rendiré "Akiramenai yo" (アキラメナイヨ)                    | 8 de noviembre de 2010  |  |  |  |  |  |  |  |  |  |  |  |  |  |  |  |  |  |  |  |  |  |  |  |  |  |  |  |  |  |  |  |  |  |  |  |  |  |  |  |  |  |  |  |  |  |  |  |  |  |  |  |  |  |  |  |  |  |  |  |  |  |  |  |  |  |  |  |  |  |  |  |  |  |  |  |  |  |  |  |  |  |  |  |  |  |  |  |  |  |  |  |  |  |  |  |  |  |  |  |  |  |  |  |  |  |  |  |  |  |  |  |  |  |  |  |  |  |  |  |  |  |  |  |  |  |  |  |  |  |  |  |  |  |  |  |  |  |  |  |  |  |  |  |  |  |  |  |
| 07 (Arcos de Nao y Sora)     | Doncellas pecadoras "Tsumi na Otomera" (ツミナオトメラ)           | 15 de noviembre de 2010 |  |  |  |  |  |  |  |  |  |  |  |  |  |  |  |  |  |  |  |  |  |  |  |  |  |  |  |  |  |  |  |  |  |  |  |  |  |  |  |  |  |  |  |  |  |  |  |  |  |  |  |  |  |  |  |  |  |  |  |  |  |  |  |  |  |  |  |  |  |  |  |  |  |  |  |  |  |  |  |  |  |  |  |  |  |  |  |  |  |  |  |  |  |  |  |  |  |  |  |  |  |  |  |  |  |  |  |  |  |  |  |  |  |  |  |  |  |  |  |  |  |  |  |  |  |  |  |  |  |  |  |  |  |  |  |  |  |  |  |  |  |  |  |  |  |  |  |
| 08 (Arco de Nao)             | El cielo sigue oscuro "Nao Kuraki Sora" (ナオクラキソラ)          | 22 de noviembre de 2010 |  |  |  |  |  |  |  |  |  |  |  |  |  |  |  |  |  |  |  |  |  |  |  |  |  |  |  |  |  |  |  |  |  |  |  |  |  |  |  |  |  |  |  |  |  |  |  |  |  |  |  |  |  |  |  |  |  |  |  |  |  |  |  |  |  |  |  |  |  |  |  |  |  |  |  |  |  |  |  |  |  |  |  |  |  |  |  |  |  |  |  |  |  |  |  |  |  |  |  |  |  |  |  |  |  |  |  |  |  |  |  |  |  |  |  |  |  |  |  |  |  |  |  |  |  |  |  |  |  |  |  |  |  |  |  |  |  |  |  |  |  |  |  |  |  |  |  |
| 09 (Arco de Nao)             | Sentimientos lejanos "Haruka na Omoi" (ハルカナオモイ)            | 29 de noviembre de 2010 |  |  |  |  |  |  |  |  |  |  |  |  |  |  |  |  |  |  |  |  |  |  |  |  |  |  |  |  |  |  |  |  |  |  |  |  |  |  |  |  |  |  |  |  |  |  |  |  |  |  |  |  |  |  |  |  |  |  |  |  |  |  |  |  |  |  |  |  |  |  |  |  |  |  |  |  |  |  |  |  |  |  |  |  |  |  |  |  |  |  |  |  |  |  |  |  |  |  |  |  |  |  |  |  |  |  |  |  |  |  |  |  |  |  |  |  |  |  |  |  |  |  |  |  |  |  |  |  |  |  |  |  |  |  |  |  |  |  |  |  |  |  |  |  |  |  |  |
| 10 (Arco de Sora)            | Imitando el llanto de un ave "Tori no Sorane wa" (トリノソラネハ) | 6 de diciembre de 2010  |  |  |  |  |  |  |  |  |  |  |  |  |  |  |  |  |  |  |  |  |  |  |  |  |  |  |  |  |  |  |  |  |  |  |  |  |  |  |  |  |  |  |  |  |  |  |  |  |  |  |  |  |  |  |  |  |  |  |  |  |  |  |  |  |  |  |  |  |  |  |  |  |  |  |  |  |  |  |  |  |  |  |  |  |  |  |  |  |  |  |  |  |  |  |  |  |  |  |  |  |  |  |  |  |  |  |  |  |  |  |  |  |  |  |  |  |  |  |  |  |  |  |  |  |  |  |  |  |  |  |  |  |  |  |  |  |  |  |  |  |  |  |  |  |  |  |  |
| 11 (Arco de Sora)            | La pareja dudosa "Sorameku Futari" (ソラメクフタリ)               | 13 de diciembre de 2010 |  |  |  |  |  |  |  |  |  |  |  |  |  |  |  |  |  |  |  |  |  |  |  |  |  |  |  |  |  |  |  |  |  |  |  |  |  |  |  |  |  |  |  |  |  |  |  |  |  |  |  |  |  |  |  |  |  |  |  |  |  |  |  |  |  |  |  |  |  |  |  |  |  |  |  |  |  |  |  |  |  |  |  |  |  |  |  |  |  |  |  |  |  |  |  |  |  |  |  |  |  |  |  |  |  |  |  |  |  |  |  |  |  |  |  |  |  |  |  |  |  |  |  |  |  |  |  |  |  |  |  |  |  |  |  |  |  |  |  |  |  |  |  |  |  |  |  |
| 12 (Arco de Sora)            | Hacia el cielo lejano "Haruka na Sora e" (ハルカナソラヘ)         | 20 de diciembre de 2010 |  |  |  |  |  |  |  |  |  |  |  |  |  |  |  |  |  |  |  |  |  |  |  |  |  |  |  |  |  |  |  |  |  |  |  |  |  |  |  |  |  |  |  |  |  |  |  |  |  |  |  |  |  |  |  |  |  |  |  |  |  |  |  |  |  |  |  |  |  |  |  |  |  |  |  |  |  |  |  |  |  |  |  |  |  |  |  |  |  |  |  |  |  |  |  |  |  |  |  |  |  |  |  |  |  |  |  |  |  |  |  |  |  |  |  |  |  |  |  |  |  |  |  |  |  |  |  |  |  |  |  |  |  |  |  |  |  |  |  |  |  |  |  |  |  |  |  |

### Drama CD
El lanzamiento del juego de Yosuga no Sora, tiene como suplemento varios Drama CD que se encuentran disponibles, para clientes que los pre-ordenen en tiendas japonesas selectas.

### Manga
Yosuga no Sora fue adaptada el manga, y se serializo entre mayo y diciembre de 2010, en la revista Shonen Ace, y con 2 volúmenes recopilatorios, publicados por la Editorial Kadokawa Shoten.

## Banda sonora
La banda sonora del juego original tiene música compuesta por Manabu Miwa (Manack) y Sphere. Fue lanzado el 27 de febrero de 2009. La del anime también fue compuesta por el mismo compositor, además de Bruno Wen-li. Del anime se lanzaron dos CD, con los subtítulos "Arrange" y "New", que a su vez acompañan los Blu-Ray volúmenes 1, 2 y 3, respectivamente.
En el anime, el tema de apertura corre a cargo de Eufonius con el tema "Hiyoku no Hane".